# Вајндло
Вајндло (ест. Vaindloo; швед. Stenskär) малено је острво смештено уз северну обалу Естоније, у Финском заливу Балтичког мора. Острво се налази на око 26 километара северно од обале округа Лане-Вирума (којем уједно административно и припада) и представља најсевернију тачку Естоније. На неких 30 километара источно налази се руско острво Мали Тјутерс, док је педесетак километара северније јужна обала Финске.
Острво је издуђено у смеру север-југ са максималном дужином од 512 метара, док је максимална ширина до 149 метара. Површина острва је 6,2 хектара.
На острву се налази светионик висине 17 метара, саграђен 1871. године. Поред светионика на острву је стационирана и станица естонске граничне полиције. 
Острво Вајндло је значајна тачка на миграционим путевима птица селица. 